# Station Aš
Station Aš is het belangrijkste spoorwegstation in de Tsjechische stad Aš. Het station ligt aan spoorlijn 148 tussen Cheb en Hranice. Het station wordt beheerd door de nationale spoorwegonderneming České dráhy in samenwerking met de Staatsorganisatie voor spoorweginfrastructuur (SŽDC). Net ten oosten van station Aš komt lijn 148 samen met zijn zijtak, derhalve is het station een vorkstation.

## Treinverkeer
Vanaf station Aš kan men in de volgende richtingen reizen:
- lijn 148: Aš - Cheb (verder naar Pilsen)
- lijn 148: Aš - Hranice
- lijn 148 (zijtak): Aš - staatsgrens (verder naar Plauen (D))

Cheb ↔ Františkovy Lázně-Aquaforum ↔ Františkovy Lázně ( ↔ aftakking: Tršnice) ↔ Františkovy Lázně-Seníky ↔ Vojtanov obec ↔ Hazlov ↔ Aš ↔ Aš město ↔ Aš předměstí ↔ Štítary ↔ Podhradí ↔ Studánka ↔ Hranice v Čechách